# Németh Gyula (nyelvész)

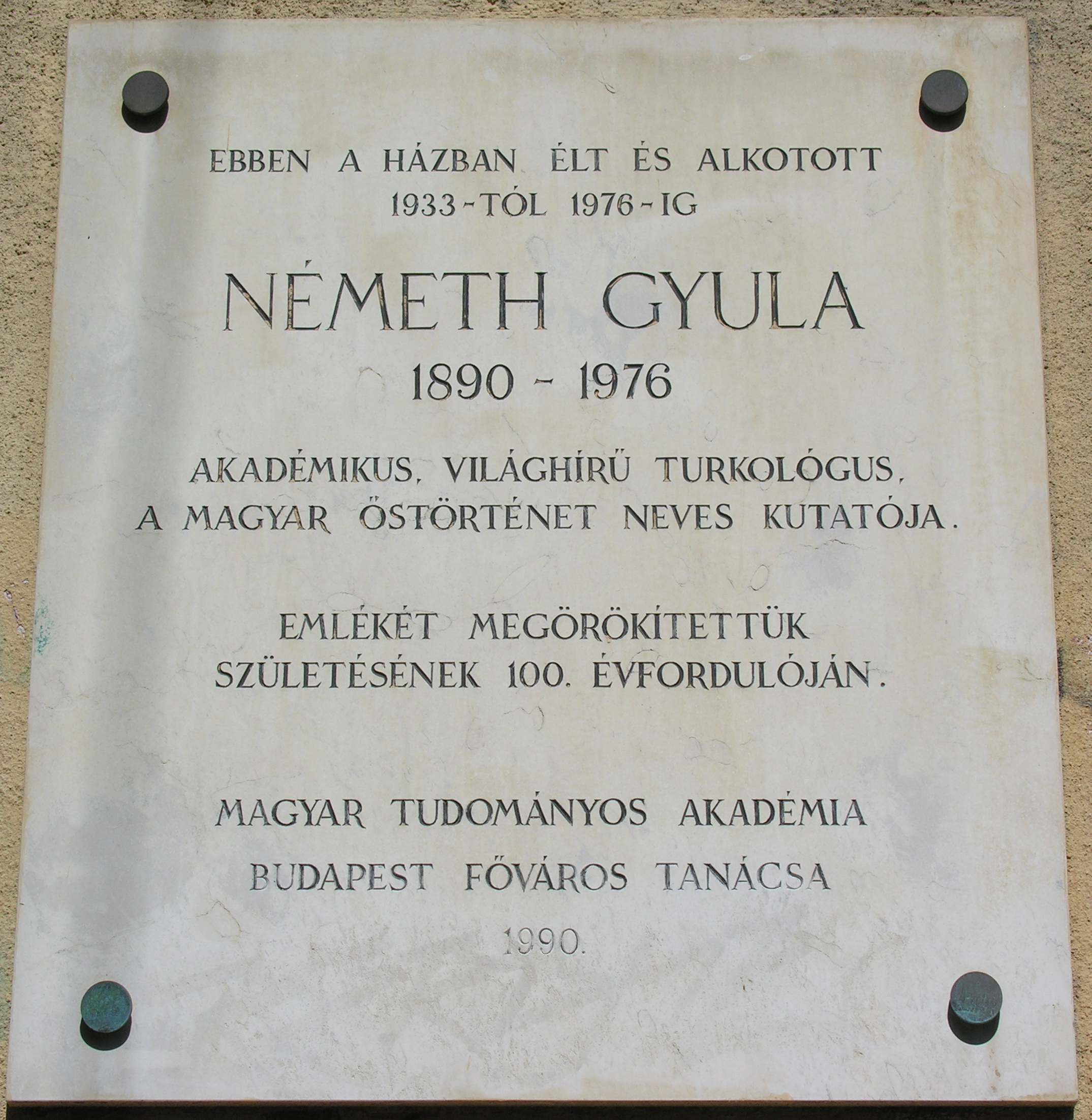
Németh Gyula emléktáblája egykori lakhelyén, a Karinthy Frigyes út 24. szám alatt

Németh Gyula (Karcag, 1890. november 2. – Karcag, 1976. december 14.) nemzetközi hírű magyar nyelvész, akadémikus és turkológus, az első török nyelvtan szerzője, amely ma is alapmű. Törökországban ma is nagy megbecsülésnek örvend. Az egyetlen ismert alán nyelvemlék azonosítója. Sebestyén Irén férje.

## Élete
Református kispolgári családban született. Apja Németh Ferenc kisiparos, anyja Kóródi Róza. Tanulmányait mint az Eötvös Kollégium tagja 1909-től a budapesti tudományegyetemen végezte, 1913-ban bölcsészdoktori oklevelet szerzett. 1913–1914 között állami ösztöndíjjal a kieli és a berlini egyetemen tanult. 1915-ben magántanárrá képesítették, 1916-tól rendkívüli, 1918-tól rendes tanár lett a keleti nyelvek (1930-tól török filológiai és magyar őstörténeti) 1950-től a török filológiai tanszéken. 1932–1933-ban és 1935-ben a bölcsészettudományi kar dékánja, 1947-től 1949-ig az egyetem rektora. 1922-től az MTA levelező, 1935-től rendes, 1941–1946 között igazgatósági tagja. 1950–1965 között az MTA Nyelvtudományi Intézetének igazgatója volt. 1920–1943 között szerkesztette a Kőrösi Csoma Archívumot, 1951-től az Acta Linguistica főszerkesztője; Gombocz Zoltánnal és Melich Jánossal együtt szerkesztette A magyar nyelvtudomány kézikönyvét. 1965-ben vonult nyugdíjba.
Fő kutatási területei: a török nyelvjárások és nyelvtörténet, a magyar őstörténet és a magyar nyelvtudomány kérdései.

## Hatása a török nyelvújítási mozgalomra
A török nyelv megújítására vonatkozó törekvések már a szabadságharcot megelőző évszázadokban is megfigyelhetők voltak az oszmán-török történelem során. A 19. század közepétől a nemzeti megújuláshoz kapcsolódó igény fokozódott, így hangsúlyosabbá vált a nyelv megújulásának kérdése is. 
Az 1923. október 29-én kikiáltott Török Köztársaságban a tudományos élet korszerűsítésére vonatkozó igény a tudomány összes ágát elérte. Kemal Atatürk a forradalom győzelme után úgy fogalmazott, hogy a szabadságharc után most „a tudomány csatamezőin is győzni kell!”
A nyelv kérdése nemzeti üggyé vált, ami többek között Atatürk európai tapasztalatainak és olvasottságának is köszönhető volt. Elévülhetetlen szerepe volt a folyamatban Agop Martayannak is, aki később a nyelvújítási reform vezetője lett, valamint neki köszönhető az is, hogy Németh Gyula Türkische Grammatik című nyelvkönyve eljutott a török vezetőhöz. A török fronton szolgáló német katonáknak készült nyelvkönyv később az alapja lett a köztársaság kikiáltása utáni nyelvújítási folyamatnak és abban, hogy 1928 végén az arab ábécét felváltotta a latin ábécé használata. Németh könyve a nyelv más területén is fontos támpontot adott az újításban. Többek között ennek köszönhető a török nyelv idegen szavaktól való megtisztítása, a népnyelvhez való viszony erősítése és a beszélt és írott nyelv közötti különbségek megszüntetése.

## Díjai
- Corvin-koszorú (1937)
- Kossuth-díj (1948)

## Művei

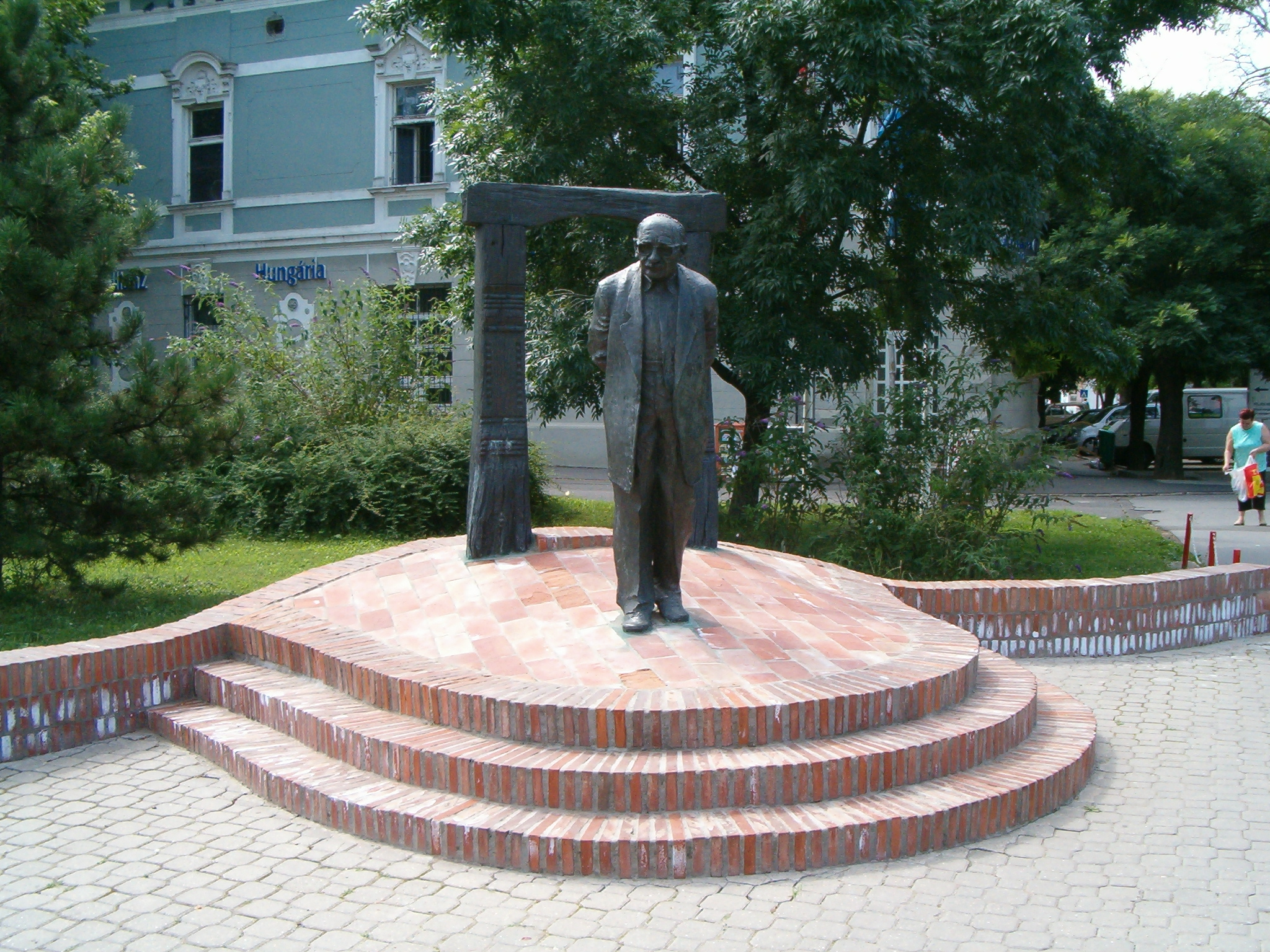
Németh Gyula szobra Karcagon (Györfi Sándor alkotása – 1990)

- Kumük tanulmányok (Budapest, 1911)
- Adalékok a török–mongol nyelvek hangtörténetéhez (Budapest, 1913)
- Kóborlások Kisázsiában (1913)
- Az ősjakut hangtan alapjai (1914)
- Türkisches Lesebuch mit Glossar (Berlin, 1916)
- Türkische Grammatik (Berlin–Lipcse, 1917)
- A régi magyar írás eredete (1917)
- Türkisches Übungsbuch für Anfänger (Berlin–Lipcse, 1917)
- Türkisch–deutsches Gesprächsbuch (Berlin–Lipcse, 1917)
- Akadémiánk és a keleti filológia (Budapest, 1928)
- A honfoglaló magyarság kialakulása (Budapest, 1930), 2. bővített, átdolgozott kiadás, közzéteszi: Berta Árpád, 1991
- A nagyszentmiklósi kincs feliratai (Budapest, 1932)
- A magyar rovásírás (Budapest, 1934)
- Thúry József levelező tag emlékezete (1934)
- Kőrösi Csoma Sándor célja (1935)
- A magyar kereszténység kezdete (1940)
- Attila és hunjai (szerkesztő, társszerző, 1940; hasonmás kiadások: 1986, 1996)
- Kőrösi Csoma Sándor lelki alkata és fejlődése. (Kolozsvár, 1943, Erdélyi Tudományos Füzetek 170.)
- Die türkischen Texte des Valentin Balassa (Budapest, 1953)
- Die Türken von Vidin (Budapest, 1965)
- Ungarische Stammesnamen bei den Baschkiren. «Acta Linguistica», t. 16 (1–2). (Budapest, 1966)
- Die türkische Sprache in Ungarn im XVII. Jahrhundert (Budapest-Amszterdam, 1970)
- Венгерские племенные названия у башкир//Археология и этнография Башкирии. Уфа, 1971.
- The runiform inscriptions from Nagy-Szent-Miklós and the runiform scripts of Eastern Europe. «Acta Linguistica», t.21 (1–2). Budapest, 1971)
- Gombocz Zoltán (Budapest, 1972)
- Törökök és magyarok 1–2. szerkesztette: Róna-Tas András, Kakuk Zsuzsa (1990); Törökök és magyarok II.

Legnagyobb hatású munkája 1930-ban megjelent könyve, A honfoglaló magyarság kialakulása. Mintegy 50 cikkben foglalkozott a korai magyar jövevényszavakkal és kultúrtörténeti vonatkozásaikkal.
Németh Gyula alapította 1920-ban a Kőrösi Csoma Társaságot.

### Attila és hunjai
Az 1940-es kiadás előszavát Németh Gyula írta. Ligeti Lajos jegyzi az Attila hunjainak eredete és Az ázsiai hunok című tanulmányokat. Váczy Péter írta A hunok Európában, Eckhardt Sándor pedig az Attila a mondában részeket. Németh Gyulának két cikke jelent meg a kötetben: A hunok nyelve, Hunok és magyarok. Fettich Nándor írta A hunok régészeti emlékei című tanulmányt. Az 1986-os hasonmás kiadáshoz Harmatta János írt hosszabb előszót. Ebben így méltatja a könyvet: „Az »Attila és hunjai« kötet a tudományos kutatás közel fél évszázada után is megőrizte jelentőségét, s hozzá mérhető, átfogó jellegű, színvonalas hazai vagy külföldi kézikönyv hiányában mint klasszikus mű még ma is a legjobb útbaigazítást adja az érdeklődő olvasónak.” Előszavában Harmatta részletesen foglalkozik a könyv megjelenése óta eltelt időszak – a témához kapcsolódó – újabb kutatási eredményeivel és irányaival.